# Caenoschmidtia suahelica
Caenoschmidtia suahelica är en insektsart som först beskrevs av Rehn, J.A.G. och J.W.H. Rehn 1945.  Caenoschmidtia suahelica ingår i släktet Caenoschmidtia och familjen Euschmidtiidae. Inga underarter finns listade i Catalogue of Life.